# Конституция США
Конститу́ция США (англ. United States Constitution) — основной закон Соединённых Штатов Америки, имеющий высшую юридическую силу. Конституция США была принята 17 сентября 1787 года на Конституционном Конвенте в Филадельфии и впоследствии ратифицирована всеми тринадцатью существовавшими тогда американскими штатами. Считается первой в мире конституцией в современном понимании. Состоит из семи статей, за время действия Конституции были приняты двадцать семь поправок, которые являются её неотъемлемой частью.
В основе Конституции США лежит принцип разделения властей между законодательной (конгресс), исполнительной (президент) и судебной (верховный суд и нижестоящие суды) ветвями. Штатам США даются широкие права в области законодательства.

## История создания и ратификации
В 1783 году Версальским мирным договором завершилась Война за независимость США. Ещё в 1777 году, в разгар войны, Второй Континентальный конгресс принял Статьи Конфедерации, документ конституционного характера, который определял Соединённые штаты как конфедерацию и закреплял полномочия центральных органов. В 1781 году Статьи были ратифицированы последним, тринадцатым, штатом и официально вступили в силу. Многие отмечали слабость этого союза: во-первых, Статьи Конфедерации предоставляли центральным органам минимальные полномочия, а во-вторых, при голосовании в Конгрессе Конфедерации (высший орган власти) по любому вопросу требовалось единогласное решение всех штатов, так что один штат мог заблокировать любую инициативу. Джордж Вашингтон образно назвал Статьи Конфедерации «верёвками из песка» (англ. ropes of sand). Поэтому быстро начали появляться предложения о внесении в Статьи различных изменений.
В сентябре 1786 года представители пяти штатов (Нью-Джерси, Нью-Йорк, Пенсильвания, Делавэр, Виргиния) собрались в Аннаполисе для того, чтобы обсудить поправки к Статьям Конфедерации, касавшиеся отмены таможенных барьеров между штатами. Конференция оказалась недостаточно представительной (делегаты из ещё нескольких штатов не успели добраться в Аннаполис вовремя, часть штатов проигнорировали конференцию), поэтому делегаты обратились к Конгрессу Конфедерации с просьбой созвать в мае следующего (1787) года в Филадельфии конференцию, в которой участвовали бы представители всех штатов и которая имела бы достаточно полномочий для пересмотра Статей Конфедерации.

### Конституционный конвент в Филадельфии
21 февраля 1787 года Конгресс Конфедерации принял резолюцию о созыве Конвента «с единственной и выраженной целью пересмотра Статей Конфедерации» (англ. for the sole and express purpose of revising the Articles of Confederation). Двенадцать штатов (за исключением Род-Айленда) утвердили в общей сложности 70 делегатов, которые должны были участвовать в Конвенте. Хотя первоначальной целью Конвента был именно пересмотр Статей Конфедерации и вопрос о выработке нового документа не ставился, постепенно делегаты пришли к заключению о необходимости создания новой Конституции, которая бы утвердила территориальное устройство федерации и систему органов власти, принципиально отличающиеся от существовавших на тот момент. Обсуждение проекта было закрытым, однако Джеймс Мэдисон, один из основных авторов Конституции, на протяжении всего Конвента вёл записки, благодаря которым стали известны многие подробности заседаний и точки зрения участников дискуссий.

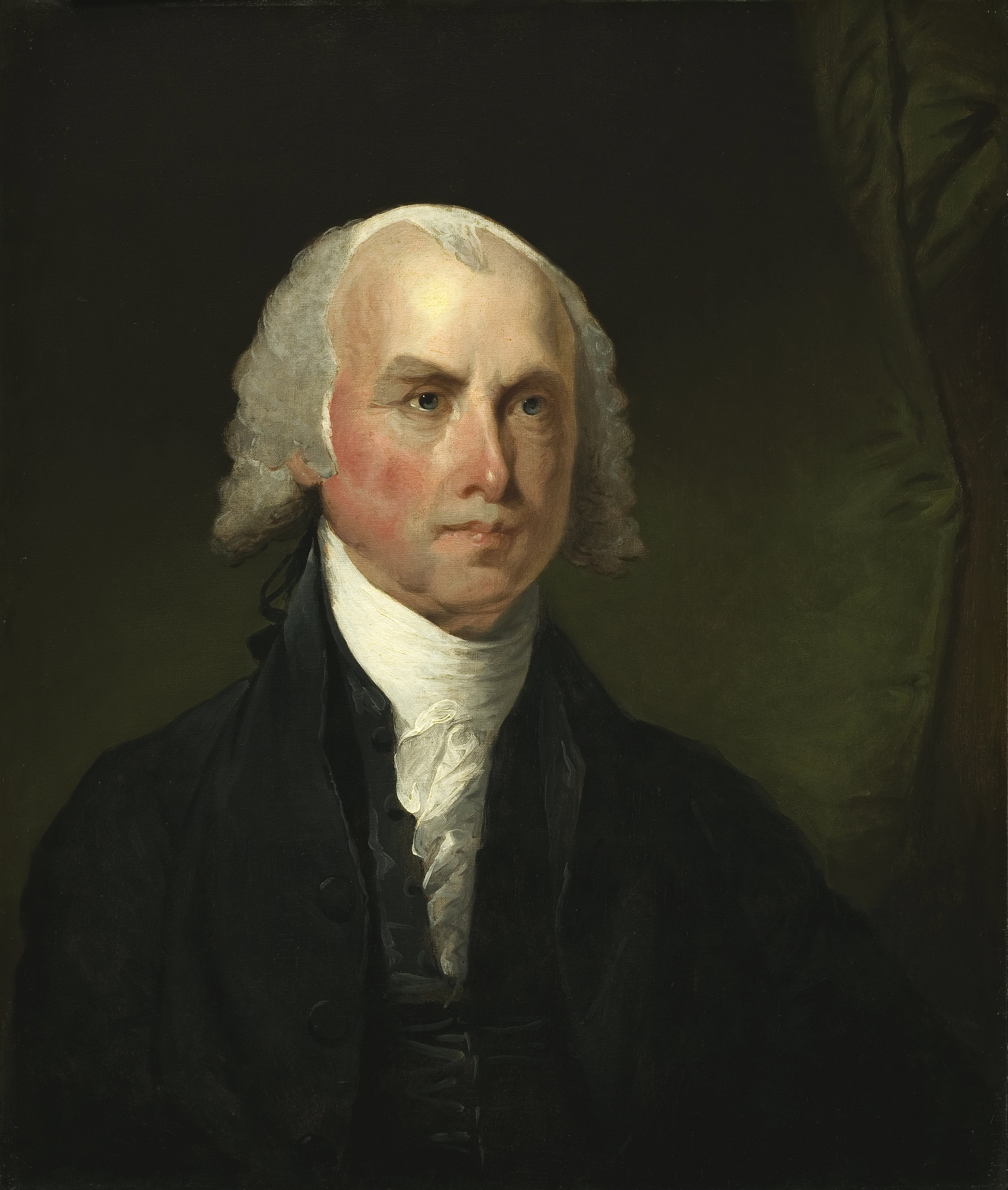
Основной идеолог «Плана Виргиния» Джеймс Мэдисон

Основной спор на Филадельфийском конвенте развернулся между сторонниками двух конституционных моделей, которые получили названия «План Виргиния» и «План Нью-Джерси» (по названиям штатов, которые представляли делегаты — авторы моделей). В «Плане Виргиния» (его авторство принадлежало в основном Мэдисону) основной упор делался на создание системы федеральных органов, которые обладали бы значительными полномочиями. В частности, федеральное правительство предлагалось наделить правом вето на законы, принимаемые легислатурами (законодательными органами) штатов, в случае необходимости применять военную силу против отдельных штатов. Согласно «Плану Виргиния», на федеральном уровне должны были быть созданы двухпалатный законодательный орган (причём верхняя палата легислатуры должна была избираться членами нижней палаты), правительство, избираемое законодательным органом на семь лет, и судебная система, основанная на принципе несменяемости судей. «План» был официально представлен губернатором Виргинии Эдмундом Рэндолфом 29 мая 1787 года.

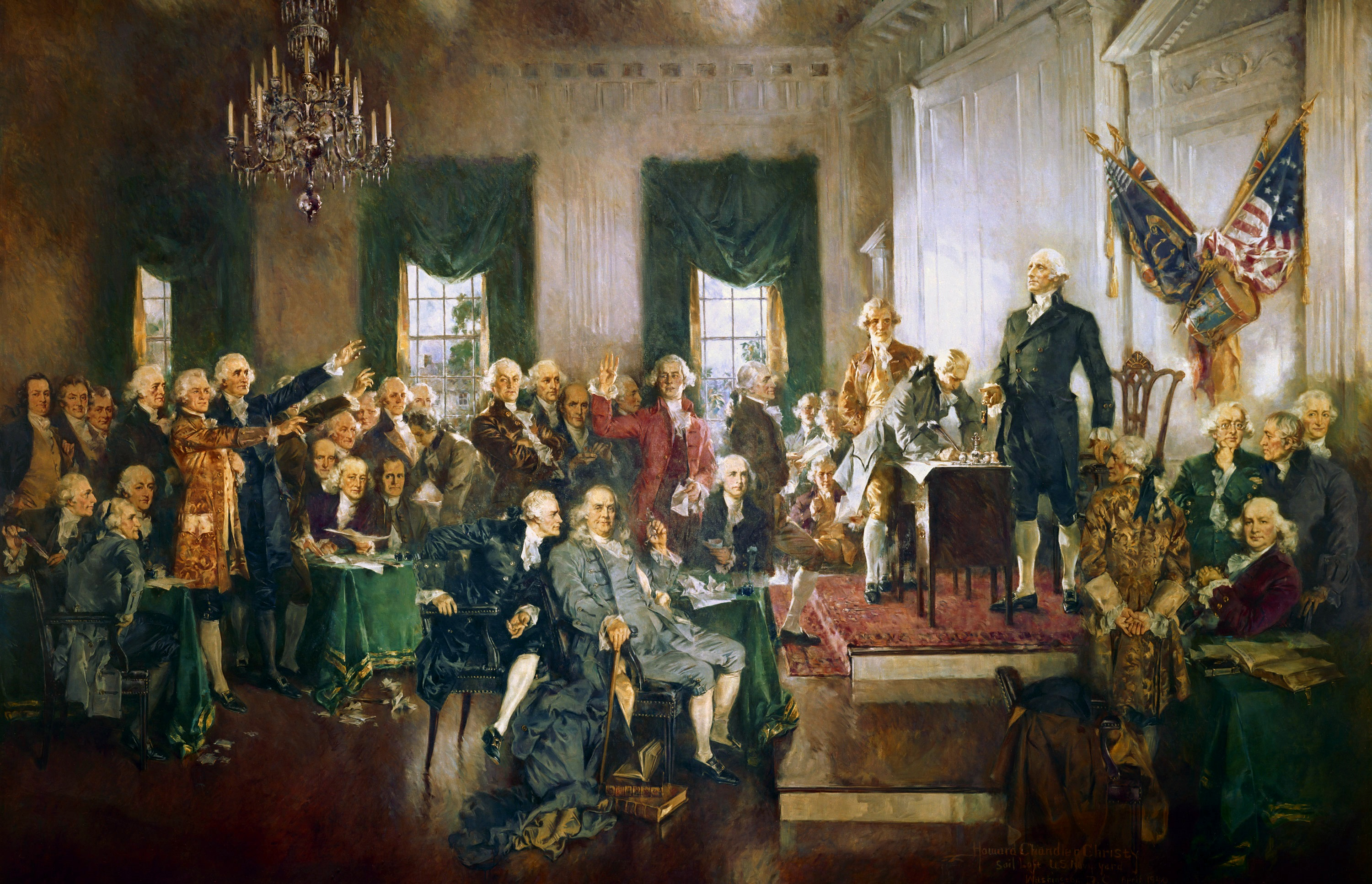
Конституционный конвент в Филадельфии: подписание Конституции

«План Нью-Джерси», предложенный Уильямом Патерсоном, отражал интересы мелких штатов. Патерсон предлагал внести некоторые изменения в Статьи Конфедерации, в том числе закрепить верховенство федерального законодательства, не изменяя сути документа. Права штатов предлагалось обеспечить, закрепив равное представительство от каждого штата в законодательном органе. Таким образом, отдельные штаты сохраняли бы большую самостоятельность. Дебаты по «Плану Нью-Джерси» длились с 13 по 16 июня 1787 года и закончились его отклонением. Свой «План» выдвинул Александр Гамильтон, делегат от Нью-Йорка, сторонник британской модели парламентаризма и монархической формы правления. «План Гамильтона» имел много общего с существовавшей на тот момент в Великобритании формой правления, хотя Гамильтон формально не выдвигал предложения об учреждении монархии. Большинство делегатов были настроены на кардинальный разрыв с колониальным наследием, поэтому предложение Гамильтона не нашло поддержки.
Хотя «План Виргиния» уже был взят за основу будущей Конституции, долгое время не было разрешено принципиальное противоречие о порядке формирования законодательного органа (Конгресса). Делегаты от крупных штатов настаивали на пропорциональном представительстве в зависимости от населения каждого штата, делегаты от мелких — на равном представительстве независимо от населения. Компромисс (часто называемый Коннектикутским компромиссом) был предложен делегатом от Коннектикута Роджером Шерманом, который вероятно являлся и одним из авторов «Плана Нью-Джерси». Палата представителей избиралась по территориальному принципу, а в Сенате штаты были представлены на равной основе. На Конституционном конгрессе остро стоял и вопрос о рабстве. В результате было принято решение сохранить рабовладение на ближайшие двадцать лет, чтобы этот вопрос решали будущие поколения. В тексте Конституции этот вопрос затрагивался в четырёх статьях: раздел 9 статьи I разрешал ввоз рабов, раздел 2 статьи IV запрещал способствование побегу рабов и устанавливал обязанность их возврата, раздел 2 статьи I устанавливал, что при определении численности населения каждого штата учитывалось только три пятых от общего числа рабов в каждом штате (в этом разделе вместо слова «рабы» использовался термин «другие люди» — англ. other persons). Согласно статье V эти положения не могли быть изменены до 1808 года, что и обеспечивало «отложение» решения вопроса о рабстве на двадцать лет.

### Ратификация
17 сентября проект Конституции был готов, и возник вопрос о ратификации Конституции штатами. В своей заключительной речи Бенджамин Франклин настаивал на том, чтобы Конституция вступала в силу только после ратификации всеми тринадцатью штатами. Статья 13 Конфедерации также предусматривала, что для изменения Статей требовались принятие соответствующего решения Конгрессом Конфедерации и последующая ратификация всеми штатами. Тем не менее, в статью VII Конституции было внесено положение о том, что Конституция вступает в силу после ратификации конвентами девяти штатов, но только для тех штатов, которые её ратифицировали. Эта норма фактически означала, что в случае отказа какого-либо штата ратифицировать Конституцию этот штат выходит из состава федерации.
Проект Конституции был направлен Конгрессу Конфедерации. Одновременно на сессию Конгресса вернулись делегаты Конвента Мэдисон, Руфус Кинг и Натаниэль Горэм, которые выступили в поддержку проекта. В результате Конгресс одобрил проект и передал его штатам для ратификации.
Во время дискуссий, сопровождавших ратификацию Конституции, сложились две «партии» — «Федералисты» (выступали за ратификацию) и «Антифедералисты». Антифедералисты утверждали, что после принятия Конституции и утверждения централизованного правительства будут ущемляться права штатов и права личности, а президент получит власть, сопоставимую с тиранической властью британского короля перед Войной за независимость. Мэдисон, Гамильтон и Джон Джей под коллективным псевдонимом Публий (в честь римского консула периода республики Публия Валерия Публиколы) начали издавать журнал Федералист (англ. Federalist Papers), в котором они обосновывали необходимость принятия новой Конституции и новой системы органов власти. Федералист (всего вышло 85 выпусков) считается ценнейшим источником для толкования Конституции, поскольку в Федералисте значение положений Конституции разъясняется самими её авторами.
Первым Конституцию ратифицировал Делавэр (7 декабря 1787 г.), девятым штатом стал Нью-Гемпшир (21 июня 1788 г.). При этом в одних штатах ратификация проходила единогласно, в то время как в других шла упорная борьба вплоть до момента голосования в конвенте. В Нью-Йорке первоначально против ратификации выступали две трети конвента; Гамильтон лично сумел переубедить многих депутатов, и 27 июля 1788 года конвент Нью-Йорка ратифицировал Конституцию с преимуществом в три голоса и с рекомендацией принять Билль о правах. Аналогичная рекомендация была принята в Массачусетсе и некоторых других штатах. 13 сентября 1788 года Континентальный Конгресс принял резолюцию о введении Конституции в действие. 4 марта 1789 года (ещё до того, как Конституцию ратифицировали Северная Каролина и Род-Айленд) начали работу новые федеральные органы власти, созданные в соответствии с новой Конституцией.

## Источники

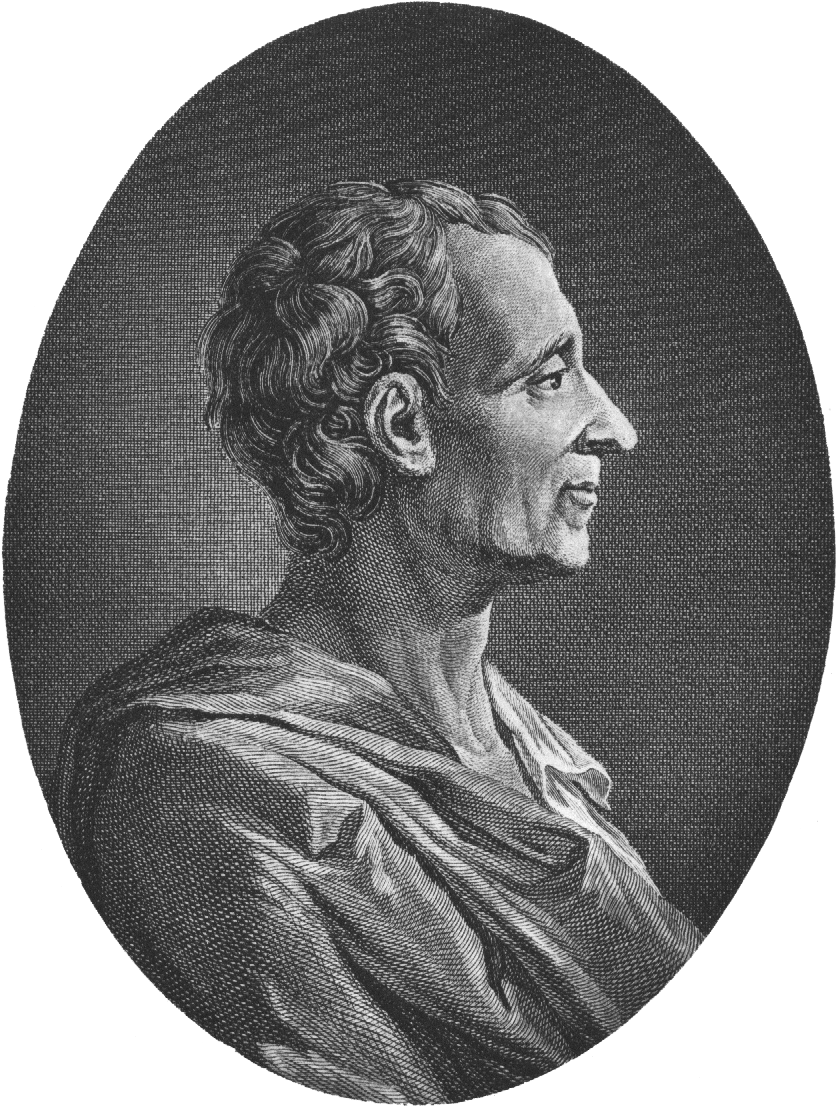
Шарль де Секонда, барон де Монтескьё

## Структура Конституции
Конституция США состоит из преамбулы, семи статей и двадцати семи поправок (в том числе десять поправок, составляющие Билль о правах).

### Преамбула
Преамбула конституции США содержит единственное предложение. Сама по себе преамбула не является источником прямого действия, а только разъясняет основное назначение конституции. Преамбула, особенно первые слова («Мы, народ» — «We the people»), является одним из часто цитируемых разделов конституции.

Мы, народ Соединенных Штатов, в целях образования более совершенного Союза, утверждения правосудия, обеспечения внутреннего спокойствия, организации совместной обороны, содействия общему благосостоянию и обеспечения нам и нашему потомству благ свободы, учреждаем и принимаем эту Конституцию для Соединенных Штатов Америки.Оригинальный текст (англ.)We the People of the United States, in Order to form a more perfect Union, establish Justice, insure domestic Tranquility, provide for the common defense, promote the general Welfare, and secure the Blessings of Liberty to ourselves and our Posterity, do ordain and establish this Constitution for the United States of America.

Таким образом, выделяется пять целей Конституции:
- Обеспечение лучшей кооперации между штатами
- Гарантия справедливости и общественного порядка
- Обеспечение защиты от внешних врагов
- Обеспечение процветания населения
- Защита свобод в настоящем и в будущем

Преамбула содержит исключительно важное положение о том, что Конституция принимается народом Соединённых Штатов в целом.
В Конституции США отсутствует отдельная глава о правах и свободах граждан, которая есть в большинстве современных конституций (отчасти этот недостаток был устранён после принятия Билля о правах), поскольку создатели Конституции считали, что основные права указаны в преамбуле.
В деле Джейкобсон против Массачусетса (1905 год) Джейкобсон заявлял, что из преамбулы прямо вытекает его личное право на «блага свободы». Верховный суд в решении по этому делу указал:

Хотя преамбула обозначает общие цели, ради достижения которых народ принял Конституцию, она никогда не считалась источником каких-либо конкретных полномочий, возложенных на правительство Соединённых Штатов или какой-либо из его департаментов.Оригинальный текст (англ.)Although that preamble indicates the general purposes for which the people ordained and established the Constitution, it has never been regarded as the source of any substantive power conferred on the government of the United States, or on any of its departments.

Упоминание о «более совершённом Союзе» связано с тем, что Конституция США справедливо считалась более совершенным документом, чем Статьи Конфедерации, поскольку предусматривала создание сильного федерального правительства, которое имело достаточно полномочий для проведения собственной политики и обеспечения единства государства.

### Законодательная власть

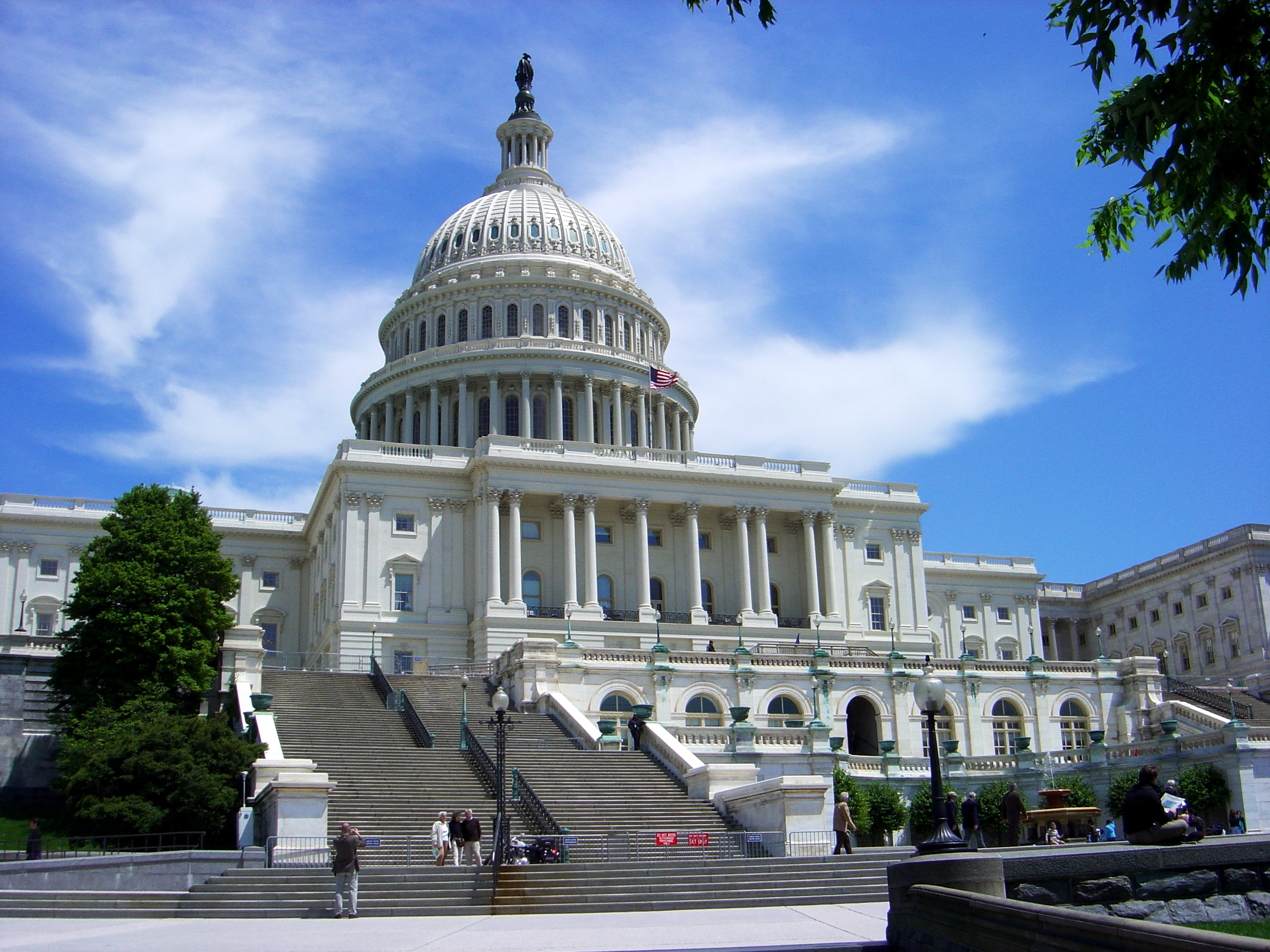
Здание конгресса США

Статья I посвящена законодательной власти, которую олицетворяет Конгресс США, включающий в себя Палату представителей (нижнюю палату) и Сенат (верхнюю палату). В статье описаны процедура выборов в каждую из палат, требования к кандидатам, полномочия Конгресса и законодательный процесс. Статья гарантирует иммунитет сенаторов и представителей от преследования за мнения, высказанные в ходе дебатов, и заработную плату на весь срок мандата. В 1819 году верховный суд США под председательством Джона Маршалла рассмотрел дело Маккаллох против Мэриленда и постановил, что конгресс вправе принимать законы и по вопросам, которые прямо не отнесены к его ведению Статьёй I, если это необходимо для того, чтобы осуществлять указанные в Конституции полномочия. В 1913 году Семнадцатой поправкой в Статью I было внесено важное изменение, которое устанавливало прямые выборы сенаторов. До этого сенаторы избирались легислатурами штатов.
Конституция закрепила основные процедуры работы парламента. Кворум установлен на уровне большинства от избранного числа членов палаты. При этом чётко указано, что в отсутствие кворума палата может принимать решения лишь об объявлении перерыва или принятию мер по обеспечению кворума. Закреплено право одной пятой присутствующих членов палаты потребовать проведения любого голосования в поимённом режиме, а также право каждой палаты самостоятельно принимать регламент своей работы.
Интересной особенностью статьи 1 Конституции США стала процедура разрешения избирательных споров: любые споры о легитимности мандата депутата или сенатора решает та палата, членом которой он является.

### Исполнительная власть

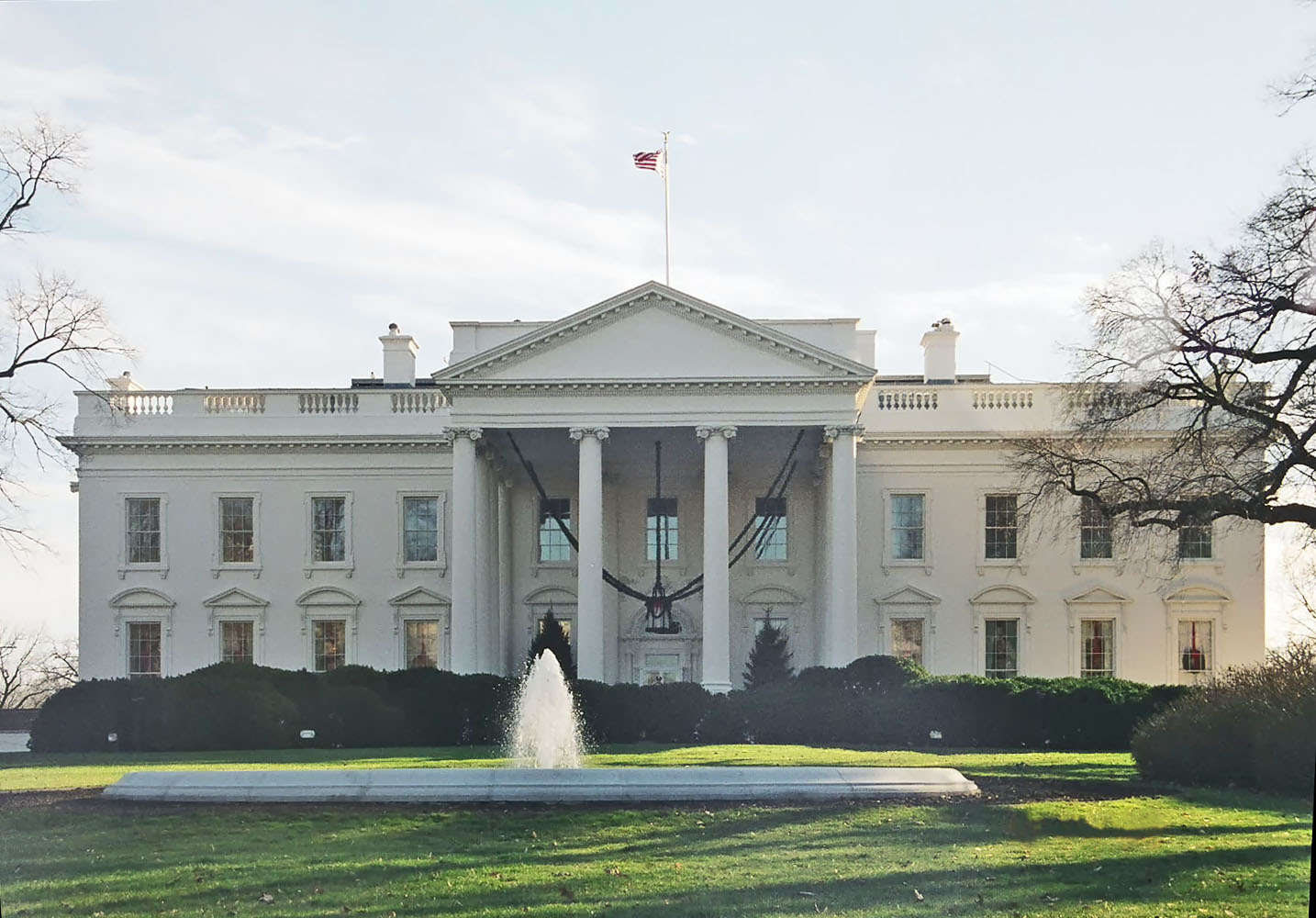
Белый дом, резиденция Президента США

Статья II гласит, что исполнительная власть предоставляется президенту Соединённых Штатов.

В должность президента может быть выбран только тот, кто родился гражданином Соединенных штатов или кто был гражданином во время утверждения Конституции; не может быть избран на эту должность тот, кто не достиг тридцатипятилетнего возраста и не имел в течение четырнадцати лет постоянного жительства в Соединенных Штатах.
В случае удаления президента от должности или в случае смерти, выхода в отставку или неспособности пользоваться правами и исполнять свои обязанности его заменяет вице-президент.— из Конституции США 1787 г.
В статье описаны порядок выборов, требования к кандидату в президенты, клятва, которую президент приносит при вступлении в должность, полномочия президента. Также статья вводит институт вице-президента США, который избирается одновременно с президентом. Двадцать пятая поправка закрепила правило, согласно которому вице-президент занимает пост президента в случае досрочного прекращения его полномочий. Первоначальный текст был неудачно сформулирован и оставлял возможность различного толкования того, становится ли вице-президент президентом или просто исполняет его обязанности до следующих выборов. Первый прецедент случился в 1841 году, когда девятый президент Уильям Генри Гаррисон умер спустя месяц после вступления в должность, и вице-президент Джон Тайлер стал десятым президентом. Таким образом Двадцать пятая поправка закрепила сложившееся правило. В 1951 году была ратифицирована Двадцать вторая поправка, которая установила, что никто не может занимать пост президента более двух сроков. Кроме того, в этой же статье предусмотрена возможность отрешения от должности всех гражданских должностных лиц, включая президента (импичмент). В разделе 2 Статьи II упоминаются «высшие должностные лица каждого из департаментов исполнительной власти» (англ. principal Officer in each of the executive Departments). Фактически это единственное упоминание о кабинете президента США — аналоге правительства.

### Судебная власть

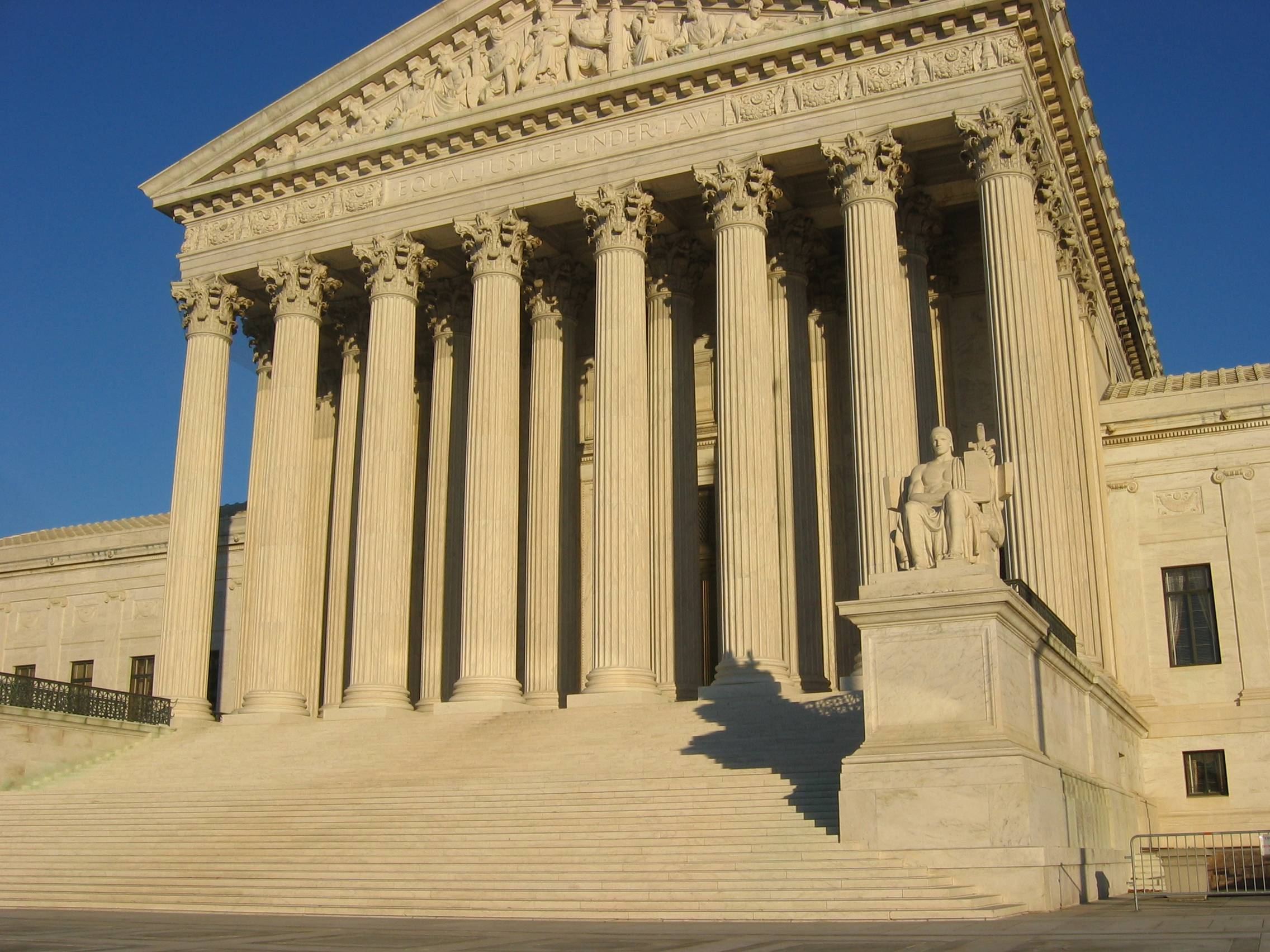
Здание Верховного суда США

Статья III описывает судебную систему США, которая состоит из Верховного суда и нижестоящих судов, которые должны быть учреждены конгрессом. Верховный суд является судом первой инстанции по очень небольшому перечню дел, все остальные дела могут рассматриваться верховным судом в порядке пересмотра. Судьи всех судов несменяемы. В этой же статье установлено обязательное рассмотрение всех уголовных дел судами присяжных и дано определение государственной измены.

### Равенство штатов
Статья IV касается взаимоотношений между штатами и федерацией. Она предусматривает обязанность должностных лиц штатов оказывать «полное доверие и уважение» (англ. full faith and credit) официальным актам (в том числе судебным актам) и документам других штатов и запрещает дискриминацию граждан других штатов. Устанавливается принцип судебной юрисдикции по месту совершения преступления и корреспондирующая ему обязанность штата, в котором находится обвиняемый, выдать его властям штата, в котором он должен предстать перед судом. Раздел 3 устанавливает порядок принятия нового штата (решение принимается конгрессом) и образования нового штата на территории существующих штатов (дополнительно требуется согласие законодательных органов заинтересованных штатов). В разделе 4 гарантируется республиканская форма правления в каждом штате и установлена обязанность федерации обеспечить защиту каждого штата от внешнего вторжения и внутренних беспорядков.

### Поправки к конституции
Статья V описывает процесс изменения конституции — принятия поправок. Поправки могут быть приняты конгрессом (двумя третями присутствующих членов каждой из палат) или Национальным конвентом — специальным органом, который созывается конгрессом по требованию не менее двух третей легислатур (парламентов) штатов. До настоящего момента поправки принимались только конгрессом; Национальный конвент ни разу не созывался, в связи с чем порядок избрания его членов и регламент работы остаётся неизвестным.
После того, как поправки были приняты конгрессом либо национальным конвентом, они должны быть ратифицированы тремя четвертями штатов. Конгресс сам определяет один из двух возможных способов: ратификация легислатурами (парламентами) штатов или созываемыми в каждом штате специально для принятия этого решения конвентами. Второй способ использовался только один раз, для того, чтобы принять Двадцать первую поправку, которая отменяла ранее принятую Восемнадцатую поправку («Сухой закон»).
Для того чтобы принять поправку, которая уменьшает число сенаторов от данного штата по сравнению с другими штатами, в обязательном порядке требуется согласие заинтересованного штата.

### Соотношение законодательства федерации и штатов
Статья VI закрепляет приоритет правовых актов федерации: Конституции, принимаемых во исполнение её законов и международных договоров США, перед законодательством штатов. В случае конфликта Конституции США или федеральных нормативных актов с актами штатов суды обязаны применять федеральные акты. В той же статье содержится обязанность сенаторов, членов Палаты представителей, членов легислатур штатов, государственных служащих и судей при вступлении в должность приносить клятву или делать заявление о том, что данное лицо будет «поддерживать» (англ. support) Конституцию.
Эта же статья предусматривает, что все долги и обязательства, существовавшие до принятия Конституции (то есть во время действия Статей Конфедерации) сохраняют силу, и что наличие или отсутствие определённых религиозных убеждений не может быть условием для занятия какой-либо государственной должности. Последнее условие было включено в Конституцию, так как в Англии в это время действовал дискриминационный Акт о присяге, который фактически отстранял католиков от государственной службы.

### Ратификация
Статья VII устанавливает, что для вступления конституции в силу достаточно, чтобы её ратифицировали специально созванные конвенты девяти штатов. Таким образом, теоретически была возможна ситуация, при которой часть штатов откажется от ратификации, и государство распадётся на две части: штаты, ратифицировавшие Конституцию, и штаты, отказавшиеся сделать это.
Первым штатом, ратифицировавшим конституцию, стал Делавэр (7 декабря 1787 г.), девятым — Нью-Гэмпшир (21 июня 1788 г.). Северная Каролина и Род-Айленд ратифицировали конституцию последними, существенно позже остальных штатов (21 ноября 1789 г. и 29 мая 1790 г. соответственно).

## Судебное толкование
Право США принадлежит к англосаксонской правовой системе, поэтому большое значение для применения и толкования законов имеют судебные прецеденты. Особая роль в формировании системы прецедентов принадлежит верховному суду. В 1803 году в эпохальном для американского права деле Марбери против Мэдисона верховный суд под председательством Джона Маршалла признал положение одного из законов противоречащим Конституции. В самой Конституции такое полномочие верховного суда и судов вообще не прописано, хотя подобная концепция была известна из английского права. Александр Гамильтон ещё за пятнадцать лет до того писал:

Гораздо более логично предположить, что суды были созданы, чтобы занимать место посредника между народом и законодателями, чтобы, в числе прочего, сдерживать последних в рамках их полномочий. Толкование законов — это полномочие, присущее судам. Конституция является, и должна считаться таковой судьями, основным законом. Следовательно, именно они уполномочены разъяснять её значение, равно как и значение любого правового акта, изданного законодательным органом. Если возникает неразрешимое противоречие между ними [Конституцией и иным актом], разумеется, должен применяться тот, который имеет более высокую силу. Другими словами, Конституция должна иметь преимущество перед статутом, воля народа — перед волей его представителей.Оригинальный текст (англ.)It is far more rational to suppose, that the courts were designed to be an intermediate body between the people and the legislature, in order, among other things, to keep the latter within the limits assigned to their authority. The interpretation of the laws is the proper and peculiar province of the courts. A constitution is, in fact, and must be regarded by the judges, as a fundamental law. It therefore belongs to them to ascertain its meaning, as well as the meaning of any particular act proceeding from the legislative body. If there should happen to be an irreconcilable variance between the two, that which has the superior obligation and validity ought, of course, to be preferred; or, in other words, the Constitution ought to be preferred to the statute, the intention of the people to the intention of their agents.
— Александр Гамильтон, Федералист № 78, 25 мая 1788 года
После решения по делу Мэрбери против Мэдисона право судов на рассмотрение законов на предмет соответствия Конституции не подвергалось сомнению, хотя следующее решение о несоответствии закона Конституции было принято только через полстолетия в деле Дред Скотт против Сэндфорда. Тогда же окончательно сложилась доктрина о том, что толкование Конституции, которое даёт верховный суд в ходе рассмотрения дел, является обязательным для нижестоящих судов и других государственных органов.

## История поправок к Конституции
Со времени ратификации Конституция серьёзно изменилась. Некоторые положения (нормы о рабстве или нормы о непрямых выборах) были отменены, поскольку считались неприемлемыми в новых исторических условиях. За период существования Конституции было принято 27 поправок, в том числе десять поправок, составляющие Билль о правах. Содержание статей Конституции дополнялось федеральным законодательством и решениями верховного суда.
В отличие от конституций многих других стран содержащиеся в поправке к Конституции США изменения не вносятся в основной текст, и поэтому положения Конституции, которые изменяются или отменяются поправкой, остаются в тексте, хотя и утрачивают силу.

### Билль о правах

Оригинальный текст Билля о правах, хранящийся в Национальных архивах США

Билль о правах — это общее название первых десяти поправок к Конституции, которые гарантируют отдельные личные права граждан и соответственно ограничивают полномочия государственных органов. Поправки были предложены Джеймсом Мэдисоном на первом конгрессе США в 1789 году, в том же году одобрены конгрессом и ратифицированы штатами до конца 1791 года.
Билль о правах был принят по инициативе тех политиков и публицистов (в частности, Томаса Джефферсона, который не участвовал в Конституционном Конвенте), которые считали недостатком Конституции отсутствие перечня базовых прав личности (перечисление в преамбуле целей конституции казалось им недостаточным), которое в будущем могло стать основанием для ущемления прав. Оппоненты (например, Александр Гамильтон) возражали, что принятие подобного документа — это практика прошлых столетий, когда короли даровали подданным хартии, в которых перечислялись только некоторые права, что означало возможность покушения на права, не указанные в хартии
Первоначально Билль о правах не применялся к законодательству штатов. Первая поправка прямо касается только законодательных полномочий конгресса, но не легислатур штатов, что позволяло некоторым штатам издавать законы, устанавливающие официальную религию штата. Подобная ситуация сохранялась до 1868 года, когда была принята Четырнадцатая поправка, которая одновременно с отменой рабовладения в частности установила, что

Ни один штат не должен издавать или применять законы, которые ограничивают привилегии и льготы граждан Соединённых Штатов; равно как ни один штат не может лишить какое-либо лицо жизни, свободы или собственности без надлежащей правовой процедуры либо отказать какому-либо лицу в пределах своей юрисдикции в равной защите закона.
Оригинальный текст (англ.)No State shall make or enforce any law which shall abridge the privileges or immunities of citizens of the United States; nor shall any State deprive any person of life, liberty, or property, without due process of law; nor deny to any person within its jurisdiction the equal protection of the laws.

Даже после вступления в силу этой поправки вопрос о применимости Билля о правах на уровне штатов оставался предметом споров.
На самом деле в 1789 году было предложено не десять, а двенадцать поправок, причём поправки, вошедшие в Билль о правах, шли под номерами с третьего по двенадцатый. Поправка под номером один, устанавливавшая размеры избирательных округов, была ратифицирована только одиннадцатью штатами (в период с 1789 по 1792 годы) и так и не вступила в силу. Поправка под номером два, которая закрепляла правило о том, что закон, в котором изменяется размер зарплаты сенаторов и представителей, не может вступить в силу до новых выборов в палату представителей, была ратифицирована только в 1992 году — спустя более двухсот лет после принятия, и стала двадцать седьмой поправкой.

### История Конституции в XVIII и XIX веках
Вскоре после Билля о правах была принята Одиннадцатая поправка (предложена в 1794 году, ратифицирована в 1795 году). Поправка закрепляла правило о том, что иск против штата может быть подан только в суд этого штата, но не в суд другого штата или федеральный суд. Ранее в деле Чизхольм против Джорджии верховный суд постановил, что гражданин имеет право обращаться с подобным иском в любой суд независимо от его места нахождения. Таким образом, поправка закрепила судебный иммунитет штата, аналогичный судебному иммунитету независимых государств.
Двенадцатая поправка была предложена в 1803 году и ратифицирована в 1804 году. Поправка касалась процедуры голосования в коллегии выборщиков. По ранее существовавшей процедуре выборщики имели два голоса и голосовали за двух кандидатов, один из которых становился президентом, а второй — вице-президентом. Поэтому в 1796 году избранные президент и вице-президент принадлежали к разным партиям, а в 1800 году в результате случайности два кандидата от партии большинства — Томас Джефферсон и Аарон Бурр — набрали одинаковое количество голосов, поэтому президента избирала Палата представителей. Поправка установила, что выборщики голосуют за президента и вице-президента раздельно. В том же 1803 году верховный суд США принял решение в знаковом деле Мэрбери против Мэдисона, в ходе рассмотрения которого суд признал закон противоречащим конституции и не подлежащим применению в деле. Это полномочие Верховного суда не было закреплено в конституции, но ещё в XIX веке прочно вошло в практику.
Гражданская война в США, в ходе которой одиннадцать штатов вышли из состава Союза и создали Конфедеративные Штаты Америки, не прервала действие Конституции. При этом Южные Штаты находили обоснование для выхода из США в конституции: в Декларации о сецессии Южной Каролины, изданной 24 декабря 1860 года (Южная Каролина первой объявила об отделении) в числе причин выхода указаны нарушения северными штатами своих конституционных обязанностей, в частности нарушение требований статьи IV, которая предписывает выдачу беглых рабов.
Три следующие поправки (Тринадцатая, Четырнадцатая и Пятнадцатая) были приняты сразу после Гражданской войны и имели своей целью ликвидацию рабства и его последствий (таких, как расовая дискриминация). Тринадцатая поправка запрещала собственно рабство (этой же поправкой был изменён раздел 2 статьи IV, которым ранее запрещалось содействовать побегу рабов), Четырнадцатая поправка содержала сразу несколько важных положений, часть из которых затрагивала бывших рабов (в том числе, предоставление гражданства любому лицу, родившемуся на территории США, и запрет на лишение прав иначе как по приговору суда), а Пятнадцатая поправка запрещала ограничение активного избирательного права по признаку расы, цвета кожи или в связи с прежним положением раба. Четырнадцатая поправка фактически отменила действие нормы раздела 2 статьи I, которая при определении количества представителей от штата в палате представителей учитывала только три пятых от общего числа рабов.

### История Конституции в XX веке
В 1913 году вступила в силу Шестнадцатая поправка, которая дала конгрессу право устанавливать и взимать федеральный подоходный налог, что стало важным источником доходов бюджета. До того попытки законодательно установить подоходный налог терпели неудачу (например, в 1895 году в деле Pollock v. Farmers' Loan & Trust Co. Верховный суд признал налог на дивиденды и доходы от ренты незаконным, потому что такой налог не соответствовал правилу о пропорциональном распределении прямых налогов по штатам, которое вытекало из раздела 8 Статьи 1 Конституции). В том же году была ратифицирована и Семнадцатая поправка, которая ввела прямые выборы сенаторов. До того сенаторов избирали законодательные собрания штатов. После Гражданской войны выборы сенаторов часто сопровождались скандалами, иногда разногласия между партиями мешали избранию сенатора в течение нескольких лет. За сорок лет (с 1866 по 1906 год) девять сенаторов были обвинены в даче взяток. Поправка регулярно предлагалась с 1893 года, но так же регулярно отклонялась сенатом. В 1907 году прямые выборы сенаторов были введены в Орегоне, а к моменту принятия поправки его примеру последовало ещё двадцать восемь штатов. Принятие поправки может объясняться и тем, что на тот момент в Сенате преобладали сенаторы, избранные на прямых выборах.

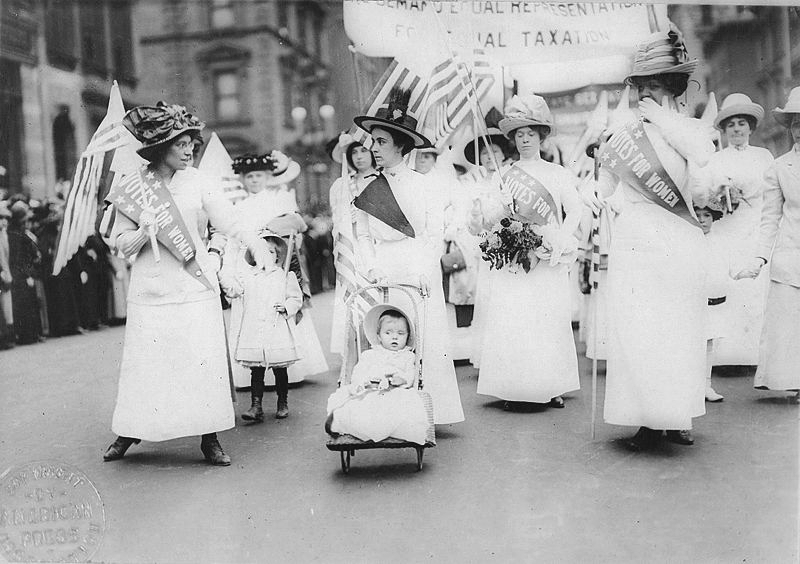
Демонстрация суфражисток в Нью-Йорке, 1912 год

В 1919 году была принята Восемнадцатая поправка, которой запрещались производство, продажа, перевозка, экспорт и импорт алкогольных напитков на территории США («Сухой закон»). Антиалкогольные меры были непопулярны, контрабанда и нелегальное производство алкоголя приносили огромные доходы организованной преступности, поэтому уже в 1933 году была принята Двадцать первая поправка, отменившая Восемнадцатую поправку. При этом допускались ограничения оборота алкоголя на уровне штатов, и некоторые штаты воспользовались этим правом. Двадцать первая поправка стала единственной поправкой, которая была ратифицирована не легислатурами штатов, а специально созванными конвентами (второй из предусмотренных Статьёй V способов ратификации).
В 1920 году женщины получили активное избирательное право (Девятнадцатая поправка). В самой конституции не установлены требования для избирателей, а раздел 2 Статьи I гласит, что избиратели в каждом штате должны отвечать требованиям, предъявляемым к избирателям более многочисленной палаты законодательного собрания штата. По этой причине активное избирательное право (в том числе на общенациональных выборах) на протяжении всей истории США оставалось в ведении штатов, а федеральное регулирование осуществлялось только в виде поправок, запрещавших дискриминацию той или иной группы населения (в 1870 году Пятнадцатой поправкой была запрещена дискриминация по цвету кожи).

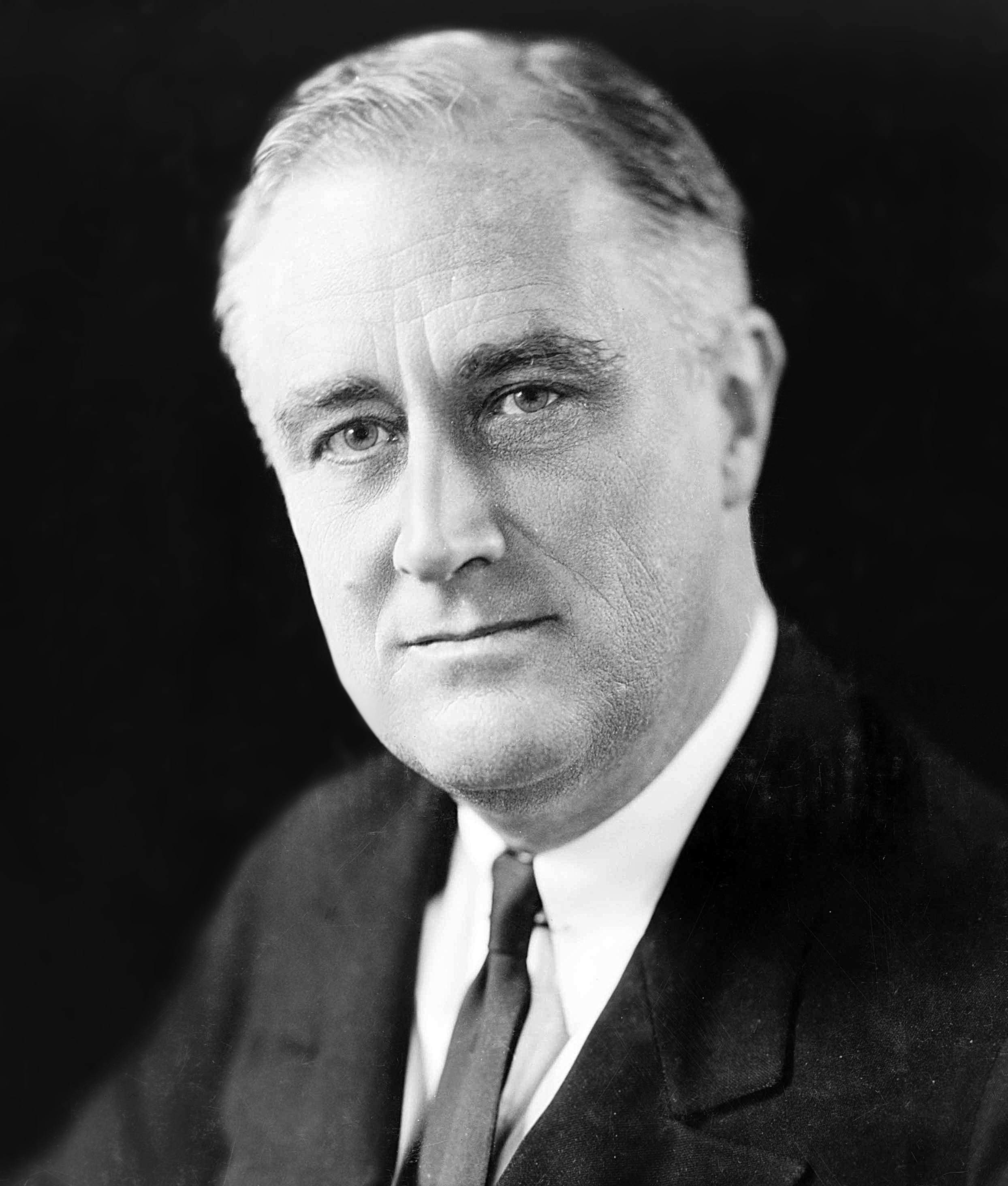
Франклин Делано Рузвельт

Двадцатая поправка была предложена в марте 1932 года. Целью поправки было сокращение срока, который проходит между выборами президента и конгресса и истечением полномочий соответственно уходящего президента и конгресса предыдущего созыва. По прежнему порядку новый президент вступал в должность через четыре месяца после выборов — в марте следующего года, и поэтому в течение всего этого периода могло существовать двоевластие. Дважды это приводило к кризисам: в 1861 году избранный президент Авраам Линкольн не имел возможности своевременно отреагировать на сецессию Южных штатов, а в 1933 году (уже во время ратификации поправки) избранный президент Франклин Делано Рузвельт не имел возможности проводить свою программу «Нового курса». Аналогичная ситуация складывалась с конгрессом, выборы в который проходили в ноябре, а первое заседание нового созыва — в марте. Поправкой обе даты были перенесены на январь (3 января для конгресса, 20 января для президента).
После смерти Рузвельта, который занимал пост президента на протяжении рекордных четырёх сроков (Рузвельт умер через несколько месяцев после инаугурации на четвёртый срок), была предложена Двадцать вторая поправка (вступила в силу в 1951 году). Поправка законодательно закрепляла правило, по которому ни одно лицо не могло занимать пост президента более двух сроков. Ранее такое ограничение существовало на уровне традиции, которую по сути нарушил Рузвельт. Ещё Джордж Вашингтон отказался выдвигаться на третий срок, а Томас Джефферсон писал, что «если ограничение на длительность службы в качестве главы исполнительной власти не будет закреплено в Конституции или соблюдаться на практике, должность, формально срочная, может фактически стать пожизненной».
В 1961 году была принята Двадцать третья поправка, которая позволила округу Колумбия избирать выборщиков в коллегию выборщиков. Тем не менее, до настоящего момента округ Колумбия, как не являющаяся штатом территория, не имеет представительства в конгрессе за исключением одного делегата в палате представителей без права голоса.
Двадцать четвёртая поправка запретила ставить возможность участия в федеральных выборах в зависимость от уплаты или неуплаты налога. Необходимость принятия поправки объяснялась политикой ряда штатов, которые стремились не допустить к выборам бедное население (значительную часть которого составляли афроамериканцы и иммигранты). Примерно в тот же период законы штатов, которыми устанавливались подобные налоги, неоднократно рассматривались верховным судом США. Через два года после вступления в силу поправки верховный суд в решении по делу Харпер против Департамента выборов Виргинии признал неконституционным аналогичные запреты на участие в выборах на уровне штата, поскольку они противоречили Четырнадцатой поправке.
Поскольку Конституция США устанавливает фиксированные сроки переизбрания президента и конгресса, при досрочном прекращении полномочий президента не проводятся досрочные выборы, а его пост занимает вице-президент. Формулировка первоначальной редакции Конституции оставляла неясным вопрос о том, становится ли вице-президент новым президентом или он просто исполняет его обязанности до новых выборов. Для того, чтобы урегулировать этот вопрос на конституционном уровне (раньше вице-президент тоже становился президентом, но в силу обычая), была принята Двадцать пятая поправка (предложена в 1965 году, ратифицирована в 1967 году). Она закрепила порядок замещения должностей президента и вице-президента, в том числе при временной невозможности исполнять обязанности. Значительную роль эта поправка сыграла в карьере Джеральда Форда: сначала он был назначен вице-президентом после отставки Спиро Агню, а потом после Уотергейта и импичмента Никсона стал президентом.
Двадцать шестая поправка ввела активное избирательное право по всей стране с 18 лет. Требование о понижении возраста, с которого можно принимать участие в выборах, приобрело популярность во время войны во Вьетнаме, так как ситуация, когда воинская обязанность наступает раньше, чем приобретаются гражданские права, казалась многим несправедливой. Поправка была принята конгрессом в марте 1971 года и уже к 1 июля набрала нужное число ратификаций.
Последней на данный момент была принята Двадцать седьмая поправка, предложенная ещё в 1789 году и ратифицированная необходимым количеством штатов только в мае 1992 года. Она установила, что закон, меняющий размер жалованья сенаторов и представителей, может вступить в силу только после следующих выборов в палату представителей.

### Нератифицированные поправки
С 1789 года в Конгресс поступило более десяти тысяч проектов поправок к Конституции. Большинство поправок никогда не рассматривались конгрессом, так как их движение заканчивалось на стадии рассмотрения в соответствующем комитете конгресса. Из оставшихся поправок большинство было отклонено конгрессом и не выносилось на ратификацию. Начиная с Восемнадцатой поправки каждая поправка (за исключением Девятнадцатой поправки и не вступившей в силу Поправки о детском труде) предусматривает срок, в течение которого она должна быть ратифицирована. Поправки, для которых такой срок не установлен, теоретически всё ещё могут набрать необходимое количество ратификаций и вступить в силу. Ниже представлены поправки, которые были вынесены на рассмотрение легислатур штатов, но не были ратифицированы тремя четвертями от общего количества штатов.
| №   | Поправка | Дата предложения | Срок для ратификации                                    | Примечания |
| --- | --- | ---------------- | ------------------------------------------------------- | --- |
| № 1 | Формула расчёта количества представителей в палате представителей по результатам переписи, которая проходила бы каждые десять лет. | 25 сентября 1789 | не установлен                                           | Внесена в рамках Билля о правах. Ратифицирована одиннадцатью штатами, последняя ратификация — июнь 1792 года |
| № 2 | Гражданин США, принявший титул от другого государства, лишается гражданства. Иногда называется «Пропавшей тринадцатой поправкой» | 1 мая 1810       | не установлен                                           | Ратифицирована двенадцатью штатами, последняя ратификация — 1812 год |
| № 3 | «Поправка Корвина»: запрещается принятие поправок к Конституции, которые бы давали федеральному правительству полномочия по регулированию внутренних вопросов штатов (фактически поправка сводилась к тому, чтобы вопросы рабовладения регулировались каждым штатом самостоятельно; поправка была предложена перед началом гражданской войны в надежде предотвратить её). | 2 марта 1861     | не установлен                                           | Ратифицирована двумя штатами, после чего началась Гражданская война. После войны были приняты 13-я, 14-я и 15-я поправки, закрепляющие полную отмену рабовладения.                                                   |
| № 4 | Поправка о детском труде: регулирование труда детей относится к компетенции конгресса. | 2 июня 1924      | не установлен                                           | Ратифицирована двадцатью восемью штатами, последняя ратификация — 1937 год. В 1938 году был принят «Закон о стандартах справедливого труда» (Fair Labor Standards Act), в который вошли основные положения поправки. |
| № 5 | Поправка о равных правах: запрет половой дискриминации | 22 марта 1972    | 22 марта 1979 или 30 июня 1982 (существуют разночтения) | Ратифицирована тридцатью пятью штатами (при требуемых тридцати восьми). |
| № 6 | Поправка об избирательных правах в округе Колумбия: в Вашингтоне (округ Колумбия) избираются два сенатора и не менее одного представителя. | 22 августа 1978  | 22 августа 1985                                         | Ратифицирована шестнадцатью штатами. |

## Оценка и критика
Конституция США (первая в истории человечества Конституция в современном понимании) стала результатом деятельности ряда выдающихся мыслителей своего времени; в Конституции нашли отражение многие передовые для своего времени взгляды философов и политических деятелей эпохи Просвещения. В частности, Конституция закрепила в качестве одной из основных целей её принятия общее благосостояние населения, установила республиканскую форму правления, основанную на принципе разделения властей и федерализме. В Билле о правах были закреплены основные личные права человека. Всё это в совокупности даёт основание говорить о том, что принятие Конституции США стало историческим событием и сыграло большую роль в развитии демократии во всём мире. По словам одного из отцов-основателей и третьего президента США Томаса Джефферсона, «Конституция США — это результат сложения мудрости всей нашей страны». Знаменитый философ Алексис де Токвиль, совершивший в 1831 году поездку по США, описал Соединённые Штаты как государство, в котором наиболее полно реализованы принципы демократического устройства:

Если сейчас во всех подробностях рассмотреть американскую конституцию, то мы не найдем в ней ничего от аристократии. В ней нет и намека на привилегии для какого-то одного класса, да и вообще на привилегии; одни и те же права для всех, все права исходят от народа и к нему же возвращаются; все учреждения подчинены единой задаче, противоборствующие тенденции отсутствуют; во всем и везде доминирует принцип демократии.
— А. де Токвиль, «Доклад, сделанный в Академии правовых и политических наук 15 января 1848 года по поводу работы господина Шербюлье „О демократии в Швейцарии“»
Конституция постоянно эволюционировала, как за счёт поправок, так и за счёт практики верховного суда. Ещё одной особенностью Конституции является её «неполнота»: отцы-основатели сознательно исключили из конституции многие вопросы, отнеся их к сфере регулирования штатов.
Тем не менее, отдельные положения и целые институты Конституции подвергались критике. В частности, неоднократно отмечалась недемократичность косвенных выборов. Косвенные выборы президента и сената были введены, так как многие отцы-основатели считали, что при прямых выборах, когда органы управления будут избираться непосредственно народом, большинство голосов будет принадлежать не просвещённому населению, а массам, что в конце концов повредит демократии. Косвенные выборы сената были упразднены в 1912 году (Семнадцатая поправка к Конституции США), но президент по-прежнему избирается коллегией выборщиков. На Конституционном Конвенте порядок избрания президента стал предметом бурных дебатов: было выдвинуто не менее семи различных предложений, и процедура избрания президента выборщиками стала компромиссом между сторонниками прямых выборов и сторонниками выборов Палатой представителей. Критики этой системы указывают на два существенных обстоятельства. Во-первых, избранные от штата выборщики теоретически могут проголосовать за кандидата от другой партии (закон этого не запрещает). В истории США уже было четыре таких случая, правда ни разу это не повлияло на общий исход голосования. Во-вторых, при такой системе возможна ситуация, когда кандидат, выигравший президентские выборы, набирает в сумме по стране меньше голосов, чем проигравший кандидат. Такие случаи в истории США тоже имели место (последние два раза — на президентских выборах 2000-го и 2016 года).
Другим объектом критики являются пределы свободы слова. Первая поправка прямо запрещает издание законов, ограничивающих свободу слова, и по этой причине свобода слова в США простирается гораздо дальше, чем в большинстве стран. Существуют лишь считанные ограничения, такие как уголовное преследование за клевету и лжесвидетельство. Одной из наиболее известных попыток конституционно ограничить свободу слова является поправка о запрещении публичного сожжения флага США. Этот законопроект начиная с 1995 года шесть раз ставился на голосование в Конгрессе, однако ни разу не набирал требуемого количества голосов (последний раз — в 2006 году). Ранее верховный суд в решении по делу Техас против Джонсона признал, что сожжение американского флага подпадает под защиту Первой поправки.

## Влияние на последующие конституции
Конституция США стала первой в мире конституцией, и для своего времени это был выдающийся документ. По этой причине авторы последующих конституций не могли не учитывать опыт составителей американской Конституции. Большое влияние Конституция США (вместе с Биллем о правах) оказала на современные ей программные документы: французскую Декларацию прав человека и гражданина 1789 года и польскую Конституцию 1791 года. Автор Декларации прав человека и гражданина маркиз де Лафайет участвовал в Войне за независимость США и был лично знаком со многими отцами-основателями (в первую очередь, с Томасом Джефферсоном). Сохранился набросок Декларации с правками Джефферсона на полях. Вторая статья Декларации в числе целей политического союза упоминает свободу и безопасность, которые в качестве целей указаны и в преамбуле Конституции США. В польской Конституции (которая стала второй конституцией в мировой истории, но просуществовала всего год), несмотря на то, что она устанавливала в качестве формы правления конституционную монархию, также находили влияние Конституции США.
Конституции латиноамериканских государств, которые получили независимость в начале XIX века, позаимствовали у Конституции США не только общие принципы, но и государственное устройство (структуру органов власти, у некоторых стран — федеративное устройство). Практически все страны Латинской Америки являются президентскими республиками.
В некоторых случаях американские юристы непосредственно участвовали в создании конституций других государств, что с неизбежностью вело к заимствованию положений американской Конституции. Конституция Японии, принятая в 1947 году, была написана правоведами и офицерами американских оккупационных войск Майло Роуэллом и Кортни Уитни. В частности в Конституцию Японии был включён большой (почти одна треть от всего текста) раздел, посвящённый правам человека (здесь были заимствованы положения не только конституции США, но и американской судебной практики), а Верховный суд Японии был почти полностью списан с Верховного суда США.
Чаще всего из Конституции США заимствовались не какие-то конкретные положения, а концепции: разделение властей, федерализм, судебный контроль законодательства. В литературе существует мнение[кто?], что Конституция США создавалась в уникальных исторических условиях и подходит не для всех государств. Кроме того, отцы-основатели сознательно отнесли многие вопросы к сфере регулирования штатов и не включили их в Конституции. В качестве примера неудачного заимствования приводятся страны Латинской Америки, которые наиболее полно заимствовали конституционные нормы США, но часто страдают от политической нестабильности и конфликтов между президентами и парламентами, выливающихся в военные перевороты.

## Оригинальный экземпляр Конституции

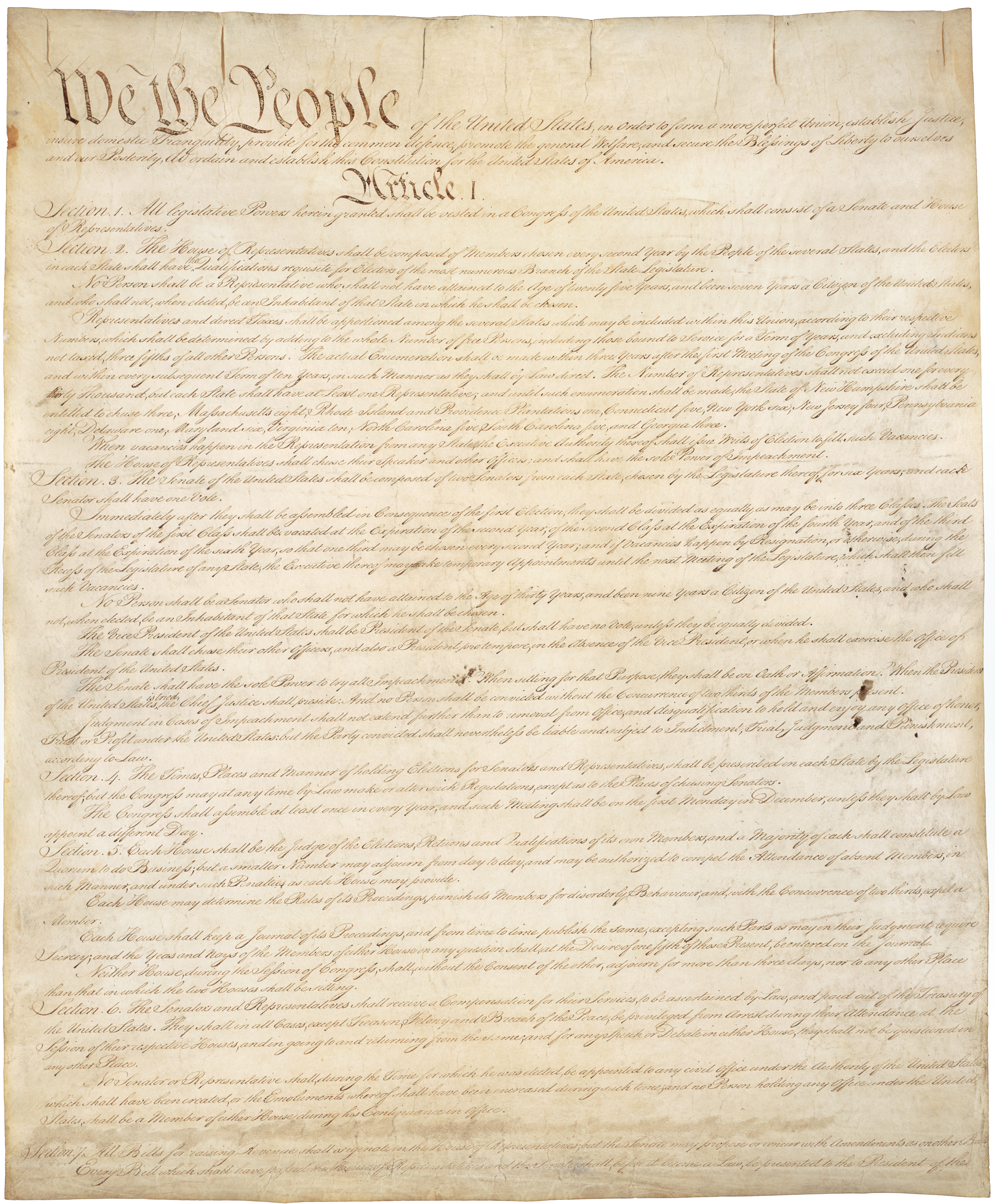
Страница 1
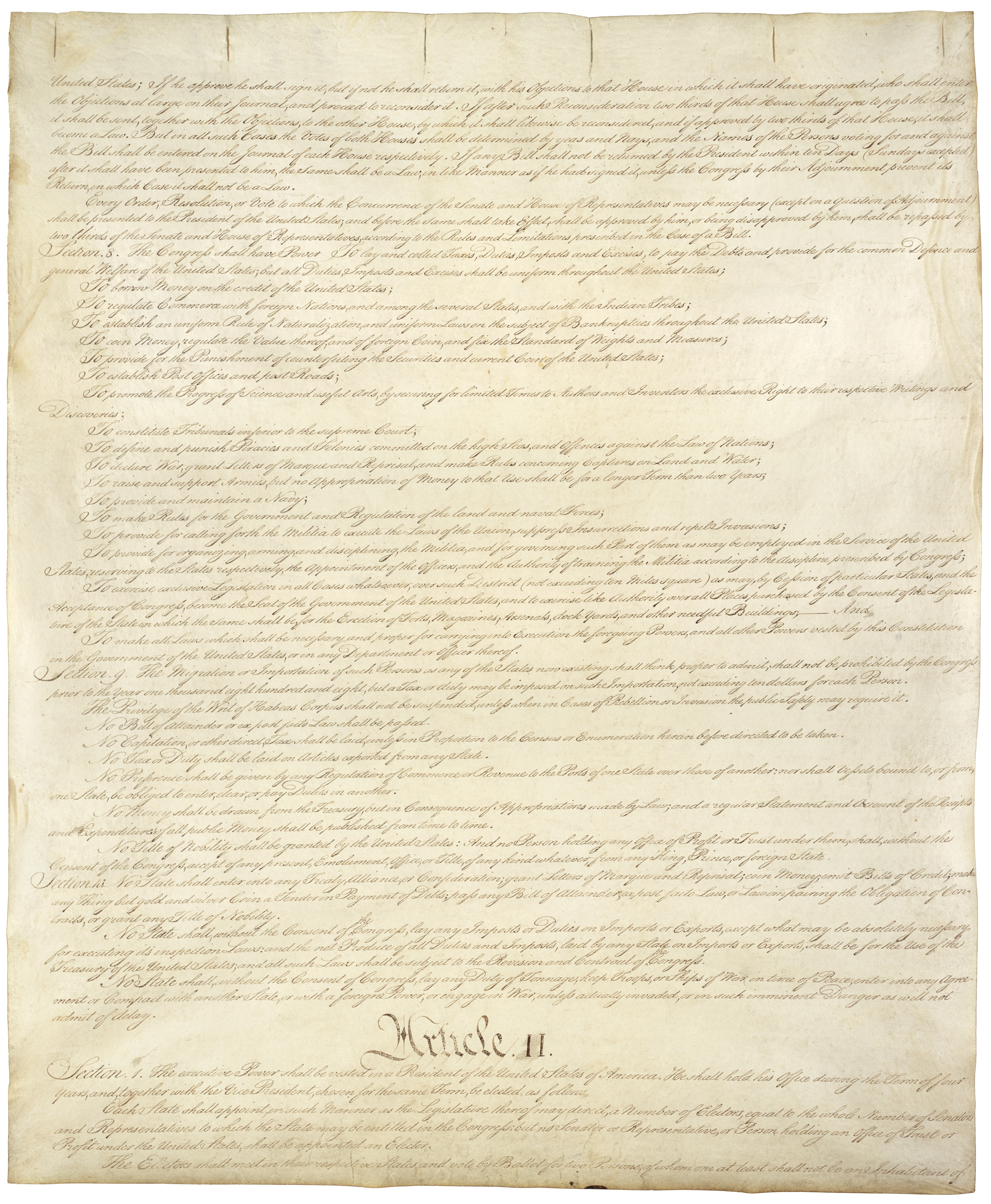
Страница 2
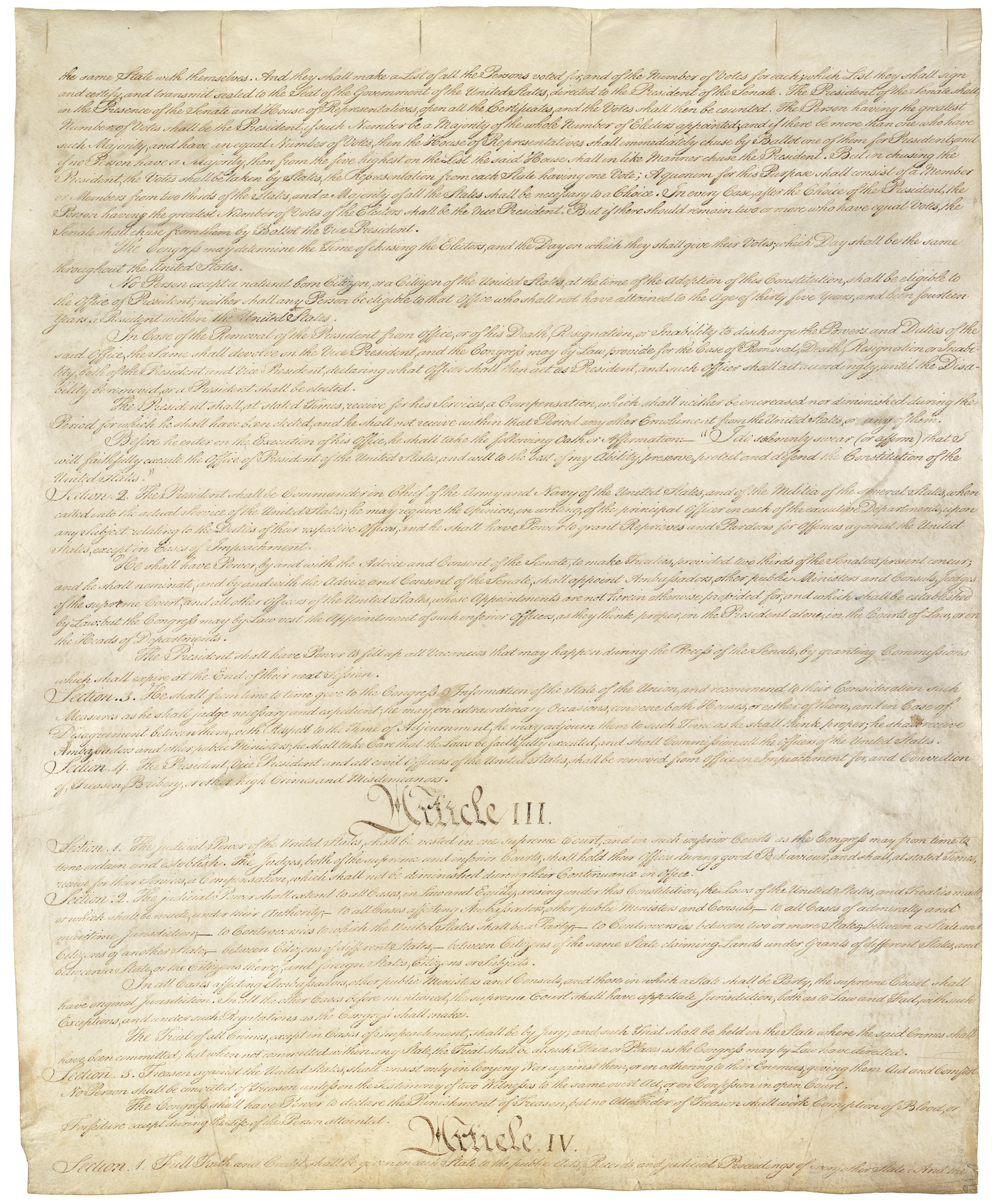
Страница 3
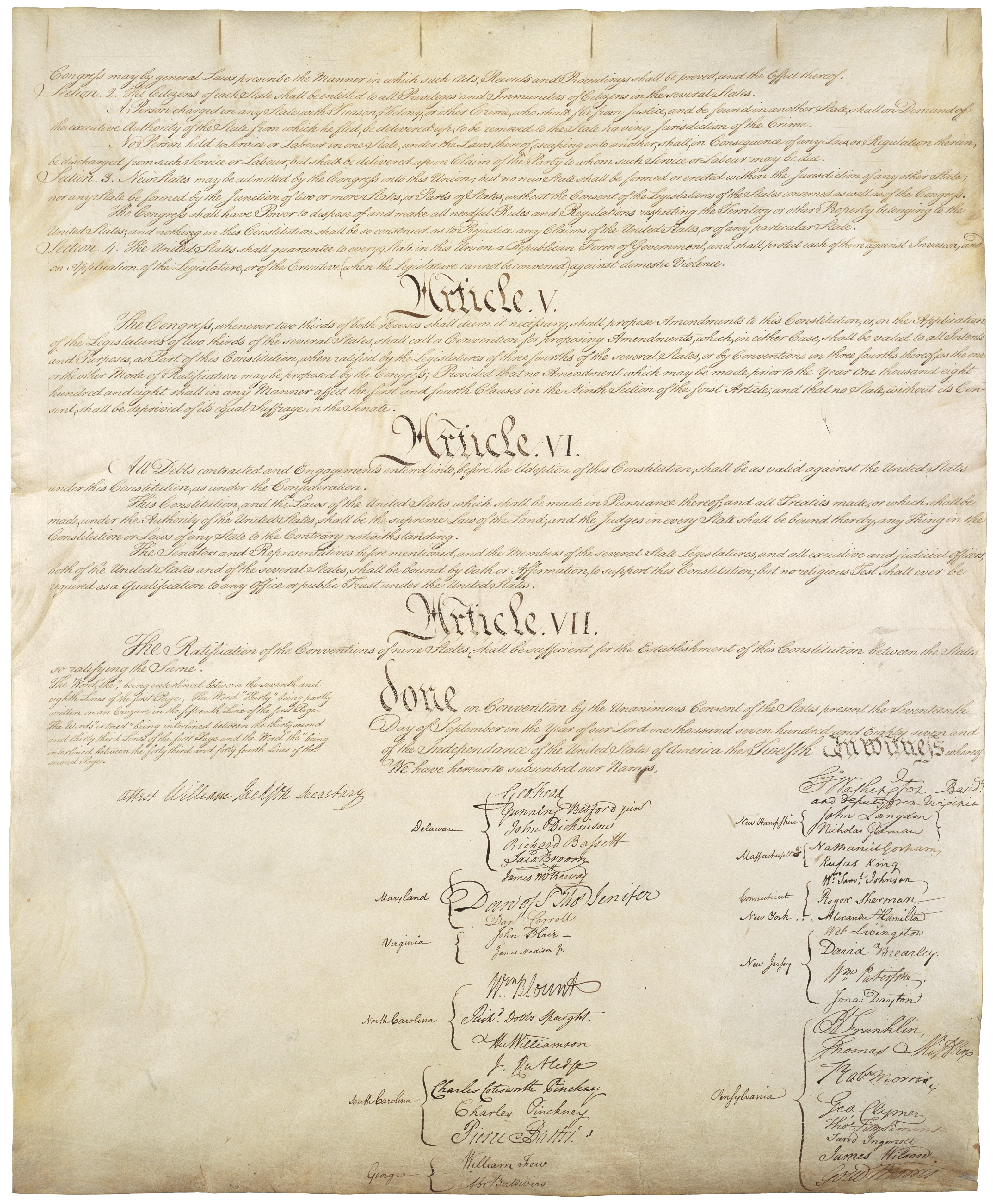
Страница 4